# 帕拉斯巴里
帕拉斯巴里（Palasbari），是印度阿萨姆邦Kamrup县的一个城镇。总人口4741（2001年）。

## 人口
该地2001年总人口4741人，其中男性2427人，女性2314人；0—6岁人口416人，其中男229人，女187人；识字率79.62%，其中男性为84.51%，女性为74.50%。